# You Make Me Feel (Mighty Real)
Singles par
Dance (Disco Heat)
(1977) I (Who Have Nothing)
(1979)
You Make Me Feel (Mighty Real) est une chanson du chanteur américain Sylvester enregistrée en 1977 pour l'album Step II. Elle est reprise notamment en 1989 par Jimmy Somerville. La chanson est déjà un succès largement populaire dans les clubs de danse à la fin de 1978, en tant que face B de son single précédent Dance (Disco Heat), avant sa sortie officielle en décembre. Elle s'est hissée à la première place du classement américain Billboard Dance Club Songs. Le critique musical Robert Christgau déclare que la chanson était « l'une de ces poussées d'énergie soutenue et stylisée qui est le grand cadeau du disco à la musique pop. »
En 2003, Q Magazine inclut You Make Me Feel (Mighty Real) dans sa liste des « 1001 meilleures chansons de tous les temps ». En 2019, la chanson est sélectionnée par la Bibliothèque du Congrès pour être conservée dans le Registre national des enregistrements en raison de son « importance culturelle, historique ou esthétique. » En 2023, Billboard la classe parmi les « 500 meilleures chansons pop de tous les temps. »

## Origines
La chanson est enregistrée à l'origine comme une chanson gospel mid-tempo avec piano ; cependant, après avoir assisté à une répétition de la chanson au City Club de San Francisco, le producteur Patrick Cowley propose de la remixer. Le résultat est l'un des premiers disques de disco à utiliser des instruments et des effets électroniques, suivant de près I Feel Love de Donna Summer qui utilisait beaucoup d'instruments électroniques avant l'heure. Ces chansons des années 1970 utilisant des instruments électroniques ont eu une influence sur la dance des années 1980 et 1990, qui à son tour a eu une influence sur la musique de danse du siècle suivant.

## Performance dans les classements
La chanson est le premier succès de Sylvester dans le top 10 au Royaume-Uni, où elle atteint la 8e place du UK Singles Chart en octobre 1978. Dans le pays d'origine de Sylvester, le single est son deuxième succès dans le top 40, atteignant la 36e place du Billboard Hot 100 en février 1979. La chanson atteint également la 20e place du Billboard Hot Soul Singles. Un single de 12 pouces est sorti en 1978, avec Dance (Disco Heat) en face A et You Make Me Feel (Mighty Real) en face B, et ces deux mélanges de danse étendus se sont avérés très populaires dans les clubs de danse de l'époque. Les deux chansons occupent la première place du classement Billboard Dance/Disco pendant six semaines en août et septembre 1978 et contribuent à asseoir la carrière de Sylvester en tant qu'interprète de disco et de dance, tant aux États-Unis qu'à l'étranger.